# Kommunales Kino
Ein Kommunales Kino – oder abgekürzt oft KoKi – ist eine nichtkommerzielle Kultureinrichtung in Deutschland und der Schweiz, die Filme zeigt.

## Finanzierung und Organisation
Kommunale Kinos werden in der Regel von den Kommunen (und teilweise durch Zuschüsse anteilig von den jeweiligen Bundesländern) finanziert. Sie spielen entweder in eigenen Räumen, in Zusammenarbeit mit der örtlichen Volkshochschule, in Kooperation mit kommerziellen Kinos oder auch in anderen Räumen von kommunalen oder freien Trägern. Wie die Spielorte, so sind auch die Organisationsformen und Professionalisierungsgrade Kommunaler Kinos unterschiedlich: Das reicht von Kinos mit wenigen Spielterminen im Monat, die vollständig auf ehrenamtlicher Tätigkeit basieren, bis zu solchen mit vollem Spielbetrieb, in denen große Teile der anfallenden Tätigkeiten durch hauptamtliche Mitarbeiter erledigt werden. Ob ein Kino sich als kommunale oder freie Spielstelle versteht, ist nicht zwingend an Höhe bzw. Vorhandensein öffentlicher Zuschüsse gekoppelt. Als Dachorganisation Kommunaler Kinos fungiert in Deutschland der Bundesverband kommunale Filmarbeit (BkF) mit Sitz in Frankfurt am Main.

## Geschichte
Bereits fünfzehn Jahre nach der Entwicklung der ersten Kinematographen-Apparate wurde am 1. Dezember 1912 in Eickel (heute Stadtteil der Stadt Herne) ein Kommunales Kino eröffnet, wahrscheinlich das erste seiner Art. Nach dem „Eickeler Modell“ wurden im Deutschen Reich noch zahlreiche Gemeindelichtspielhäuser eingerichtet.
Mit dem Cinema 66 wurde 1966 in Essen das erste Kommunale Kino der Bundesrepublik Deutschland eröffnet.
Mit dem filmforum wurde das erste, ganzwöchig spielende Kommunale Kino am 27. September 1970 in Duisburg eröffnet. In Mannheim folgte am 13. Oktober 1971 mit dem Cinema Quadrat das dritte Kino dieser Art. Am 3. Dezember 1971 eröffnete in Frankfurt am Main das vierte kommunale Kino. Die Eröffnung wurde maßgeblich betrieben von Hilmar Hoffmann, damals Kulturreferent in Frankfurt. Leiter der Institution wurde zunächst Sigmar Ahlering, bevor 1973 dessen langjähriger Leiter Walter Schobert in diese Position berufen wurde. Diese Vordenker der nichtgewerblichen Kinoszene inspirierten Kulturreferenten in vielen bundesdeutschen Kommunen. Laut Angabe des deutschen Städtetages gab es 1973 schon zehn kommunal geführte Kinos. 1974 entstand in Hannover das KoKi als kommunales Kino, das anfangs keine feste Spielstätte hatte.
Ansporn war hier auch das Frankfurter Urteil: Kinobesitzer in Frankfurt hatten geklagt, die von der Stadt subventionierte Spielstelle sei unlautere Konkurrenz für die gewerblichen Betreiber. Das Gericht widersprach: Neben den traditionell anerkannten öffentlichen kulturellen Einrichtungen wie Theater, Konzert, Museum, Bibliothek und anderen sei auch das Kino ein Träger von Kulturgut und deshalb zur öffentlichen Förderung berechtigt. Die Leistung eines Kommunalen Kinos sei grundsätzlich anders als die eines gewerblichen und stelle so keine Konkurrenz dar. 1978 belegte die Hitpass-Studie diese Annahme und stellte fest, dass nichtgewerbliche Filmarbeit das Interesse ihrer Zuschauer an der gewerblichen eher fördert als hemmt.
Diese erste Spielstätte mit dem Namen „Kommunales Kino“ war allerdings nicht das erste Kino in städtischer Trägerschaft – schon 1963 wurde in München als Teil des Stadtmuseums das Filmmuseum München eingerichtet, das als Kinemathek das Sammeln, Restaurieren und Zeigen von Filmen als seine Hauptaufgaben sieht, trotz seines Namens also eher als Kino denn als Museum wahrgenommen wird.
In einigen Kommunen entstanden die Initiativen zu kommunaler Filmarbeit neu, in anderen entwickelten sie sich aus bereits existierenden Filmclubs – dies gilt für die alten Bundesländer Deutschlands ebenso wie für die neuen, wo sich nach der Wiedervereinigung eine vielfältige nichtgewerbliche Kinoszene entwickeln und erhalten konnte.
Viele Kommunale Kinos und ähnliche Institutionen sind im Bundesverband kommunale Filmarbeit organisiert, darunter auch eine ganze Reihe von studentischen Filmclubs, die bereits Ende der 1950er Jahre gegründet worden sind. In Baden-Württemberg existiert ein Landesverband. In der Schweiz sind nichtkommerzielle Kinos und Filmclubs im Verein CinéLibre organisiert.
Eine Besonderheit stellte das KoKi in Heilbronn dar: Es war 10 Jahre lang in einem Multiplex-Kino beheimatet, wurde aber dann wegen der niedrigen Zuschauerzahlen vom Betreiber Cinemaxx gekündigt. Inzwischen arbeitet die Stadt Heilbronn auch mit dem lokalen Arthaus-Kino zusammen.

## Film-Programm
Getreu dem Motto „Andere Filme anders zeigen“ bemühen sich die Kommunalen Kinos um ein Programm, das sich von dem kommerzieller Kinos unterscheidet. „Andere Filme“ sind beispielsweise Experimentalfilme, Filme aus nichtwestlichen Ländern, Dokumentarfilme, Stummfilme (auch mit Livemusikbegleitung). Auch Kurzfilme, aus den kommerziellen Kinos meist verschwunden, sind in vielen Kommunalen Kinos fester Bestandteil des Programms.
Die gezeigten Filme stammen ebenso aus dem regulären Angebot der gewerblichen Filmverleiher wie von Kinematheken, Filmsammlern, aus Filmarchiven und von Spezialverleihern. Einige kommunale Kinos verfügen über einen eigenen Filmstock und tauschen sich mit anderen aus.
„Anders zeigen“ meint zum einen, dass Filme möglichst in ihren Originalfassungen (sowohl originalsprachlich, als auch im richtigen Format und bei Stummfilmen in der richtigen Geschwindigkeit) gezeigt werden – also nicht, wie im kommerziellen Kino in synchronisierten Fassungen oder wie im Fernsehen im falschen Format. Zum anderen bemühen sich Kommunale Kinos aber auch Filme im Kontext zu zeigen. Viele Kommunale Kinos zeigen deshalb Retrospektiven zu einzelnen Filmschaffenden oder thematische bzw. filmhistorische Filmreihen. Manche Kommunale Kinos ergänzen ihre Filmreihen auch durch Vorträge. Einige Filmfestivals gehen auf die Initiative Kommunaler Kinos zurück und werden von diesen organisiert.